# Danh sách tòa nhà cao nhất Bắc Mỹ

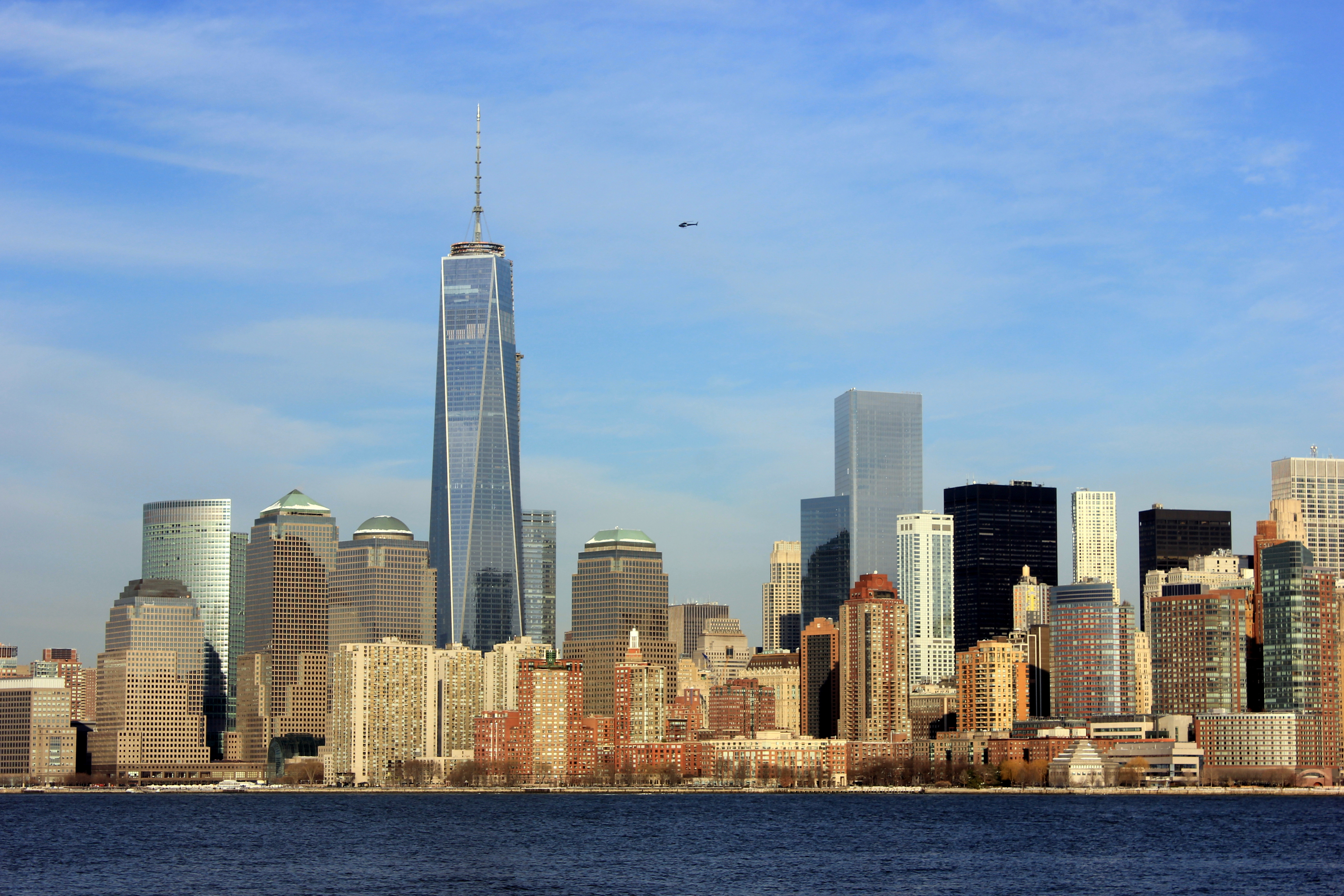
Đường chân trời phía Hạ Manhattan của Thành phố New York với One World Trade Center, tòa nhà cao nhất ở Bắc Mỹ

Đây là danh sách tòa nhà cao nhất Bắc Mỹ, xếp hạng tòa nhà chọc trời có chiều cao từ 250 mét (820 ft) trở lên. Tòa nhà cao nhất Bắc Mỹ hiện nay là Trung tâm Thương mại Thế giới số Một (Tiếng Anh: One World Trade Center), cao 541,3 mét (1.776 ft) với 94 tầng. Đây cũng là tòa nhà cao nhất Tây Bán Cầu và đứng thứ 7 thế giới
Hoa Kỳ được coi là cái nôi của tòa nhà chọc trời, với tòa nhà chọc trời đầu tiên trên thế giới được xây dựng ở Chicago vào năm 1885. Kể từ đó, đã có 11 tòa nhà ở Bắc Mỹ (tất cả đều ở Hoa Kỳ) giữ danh hiệu tòa nhà cao nhất thế giới , với 9 tòa nhà ở Thành phố New York. Ngoài Hoa Kỳ, tại Canada và México cũng đã chứng kiến việc xây dựng của những tòa nhà chọc trời, đặc biệt là ở Toronto, Calgary (Canada) và Thành phố México, Monterrey (México) . Bên cạnh đó, Thành phố Panama (Panama) đang trải qua sự tăng trưởng mạnh về số lượng tòa nhà chọc trời, hiện có tổng cộng 66 tòa nhà cao trên 150 mét tại đây.

## Thành phố có nhiều nhà cao tầng nhất Bắc Mỹ
| Thành phố          | ≥150 m | ≥200 m | ≥300 m | ≥400 m | ≥500 m |
| ------------------ | ------ | ------ | ------ | ------ | ------ |
| Thành phố New York | 308    | 95     | 16     | 5      | 1      |
| Chicago            | 134    | 36     | 7      | 2      | -      |
| Toronto            | 78     | 24     | -      | -      | -      |
| Thành phố Panama   | 66     | 24     | -      | -      | -      |
| Miami              | 58     | 7      | -      | -      | -      |
| Houston            | 40     | 16     | 2      | -      | -      |
| Los Angeles        | 29     | 12     | 2      | -      | -      |
| Thành phố México   | 27     | 6      | -      | -      | -      |
| San Francisco      | 26     | 5      | 1      | -      | -      |
| Boston             | 23     | 4      | -      | -      | -      |
| Seattle            | 22     | 5      | -      | -      | -      |
| Dallas             | 21     | 7      | -      | -      | -      |
| Calgary            | 18     | 5      | -      | -      | -      |
| Thành phố Jersey   | 17     | 4      | -      | -      | -      |
| Atlanta            | 17     | 10     | 1      | -      | -      |
| Philadelphia       | 16     | 7      | 1      | -      | -      |
| Las Vegas          | 15     | 1      | -      | -      | -      |
| Sunny Isles Beach  | 13     | 1      | -      | -      | -      |
| Montréal           | 11     | 2      | -      | -      | -      |
| Minneapolis        | 10     | 4      | -      | -      | -      |

## Tòa nhà cao nhất
Trong số 91 trong danh sách này, Thành phố New York chiếm tới 37,3% số tòa nhà (37 tòa), thành phố Chicago cũng có 17 tòa nhà. Trong khi Hoa Kỳ chiếm tới 82,4% số tòa nhà (75 tòa) thì Canada là quốc gia bên ngoài Hoa Kỳ có nhiều tòa nhà chọc trời trên 250 mét nhất chỉ là 8 tòa nhà.
| Hạng | Tòa nhà                              | Hình ảnh | Thành phố              | Quốc gia | Chiều cao | Tầng | Hoàn thành | Ghi chú |
| ---- | ------------------------------------ | -------- | ---------------------- | -------- | --------- | ---- | ---------- | ------- |
| 1    | Trung tâm Thương mại Thế giới số 1   |          | Thành phố New York     | Hoa Kỳ   | 541,3     | 94   | 2014       | [ 1 ]   |
| 2    | Central Park Tower                   |          | Thành phố New York     | Hoa Kỳ   | 472,4     | 98   | 2020       | [ 2 ]   |
| 3    | Willis Tower                         |          | Chicago                | Hoa Kỳ   | 442,1     | 108  | 1974       | [ 3 ]   |
| 4    | 111 West 57th Street                 |          | Thành phố New York     | Hoa Kỳ   | 435,2     | 84   | 2021       | [ 4 ]   |
| 5    | One Vanderbilt                       |          | Thành phố New York     | Hoa Kỳ   | 427       | 62   | 2020       | [ 5 ]   |
| 6    | 432 Park Avenue                      |          | Thành phố New York     | Hoa Kỳ   | 425,7     | 85   | 2015       | [ 6 ]   |
| 7    | Tháp và Khách sạn Quốc tế Trump      |          | Chicago                | Hoa Kỳ   | 423,2     | 98   | 2009       | [ 7 ]   |
| 8    | 30 Hudson Yards                      |          | Thành phố New York     | Hoa Kỳ   | 387,1     | 73   | 2019       | [ 8 ]   |
| 9    | Tòa nhà Empire State                 |          | Thành phố New York     | Hoa Kỳ   | 381       | 102  | 1931       | [ 9 ]   |
| 10   | Bank of America Tower                |          | Thành phố New York     | Hoa Kỳ   | 365,8     | 55   | 2009       | [ 10 ]  |
| 11   | St.Regis Chicago                     |          | Chicago                | Hoa Kỳ   | 362,9     | 101  | 2020       | [ 11 ]  |
| 12   | Wilshire Grand Center                |          | Los Angeles            | Hoa Kỳ   | 355,3     | 62   | 2017       | [ 12 ]  |
| 13   | Aon Center                           |          | Chicago                | Hoa Kỳ   | 346,3     | 83   | 1973       | [ 13 ]  |
| 14   | John Hancock Center                  |          | Chicago                | Hoa Kỳ   | 343,7     | 100  | 1969       | [ 14 ]  |
| 15   | Comcast Technology Center            |          | Philadelphia           | Hoa Kỳ   | 339,1     | 59   | 2018       | [ 15 ]  |
| 16   | Trung tâm thương mại Thế giới số 3   |          | Thành phố New York     | Hoa Kỳ   | 328,9     | 69   | 2018       | [ 16 ]  |
| 17   | Salesforce Tower                     |          | San Francisco          | Hoa Kỳ   | 326,1     | 61   | 2018       | [ 17 ]  |
| 18   | The Brooklyn Tower                   |          | Thành phố New York     | Hoa Kỳ   | 324,9     | 74   | 2022       | [ 18 ]  |
| 19   | 53W53                                |          | Thành phố New York     | Hoa Kỳ   | 320,1     | 77   | 2019       | [ 19 ]  |
| 20   | Tòa nhà Chrysler                     |          | Thành phố New York     | Hoa Kỳ   | 318,9     | 77   | 1930       | [ 20 ]  |
| 21   | Tòa nhà New York Times               |          | Thành phố New York     | Hoa Kỳ   | 318,8     | 52   | 2007       | [ 21 ]  |
| 22   | The Spiral                           |          | Thành phố New York     | Hoa Kỳ   | 314,2     | 66   | 2022       | [ 22 ]  |
| 23   | Bank of America Plaza                |          | Atlanta                | Hoa Kỳ   | 311,8     | 55   | 1992       | [ 23 ]  |
| 24   | US Bank Tower                        |          | Los Angeles            | Hoa Kỳ   | 310,3     | 72   | 1990       | [ 24 ]  |
| 25   | Franklin Center                      |          | Chicago                | Hoa Kỳ   | 306,9     | 60   | 1989       | [ 25 ]  |
| 26   | One57                                |          | Thành phố New York     | Hoa Kỳ   | 306,1     | 75   | 2014       | [ 26 ]  |
| 27   | JPMorgan Chase Tower                 |          | Houston                | Hoa Kỳ   | 305,4     | 75   | 1982       | [ 27 ]  |
| 28   | Torres Obispado                      |          | Monterrey              | México   | 305,3     | 62   | 2020       | [ 28 ]  |
| 29   | 35 Hudson Yards                      |          | Thành phố New York     | Hoa Kỳ   | 304,8     | 72   | 2019       | [ 29 ]  |
| 30   | One Manhattan West                   |          | Thành phố New York     | Hoa Kỳ   | 303,6     | 67   | 2019       | [ 30 ]  |
| 31   | Two Prudential Plaza                 |          | Chicago                | Hoa Kỳ   | 303,3     | 64   | 1990       | [ 31 ]  |
| 32   | Wells Fargo Plaza                    |          | Houston                | Hoa Kỳ   | 302,4     | 71   | 1983       | [ 32 ]  |
| 33   | 50 Hudson Yards                      |          | Thành phố New York     | Hoa Kỳ   | 299       | 58   | 2022       | [ 33 ]  |
| 34   | First Canadian Place                 |          | Toronto                | Canada   | 298,1     | 72   | 1975       | [ 34 ]  |
| 35   | Trung tâm Thương mại Thế giới số 4   |          | Thành phố New York     | Hoa Kỳ   | 297,7     | 65   | 2014       | [ 35 ]  |
| 36   | Comcast Center                       |          | Philadelphia           | Hoa Kỳ   | 296,7     | 57   | 2008       | [ 36 ]  |
| 37   | One Chicago - 14 West Superior       |          | Chicago                | Hoa Kỳ   | 295,8     | 77   | 2022       | [ 37 ]  |
| 38   | 311 South Wacker Drive               |          | Chicago                | Hoa Kỳ   | 292,9     | 65   | 1990       | [ 38 ]  |
| 39   | 70 Pine                              |          | Thành phố New York     | Hoa Kỳ   | 290,2     | 67   | 1932       | [ 39 ]  |
| 40   | 220 Central Park South               |          | Thành phố New York     | Hoa Kỳ   | 289,6     | 65   | 2019       | [ 40 ]  |
| 41   | Key Tower                            |          | Cleveland              | Hoa Kỳ   | 288,7     | 57   | 1991       | [ 41 ]  |
| 42   | One Liberty Place                    |          | Philadelphia           | Hoa Kỳ   | 288       | 61   | 1987       | [ 42 ]  |
| 43   | Two Manhattan West                   |          | Thành phố New York     | Hoa Kỳ   | 285       | 58   | 2023       | [ 43 ]  |
| 44   | Columbia Center                      |          | Seattle                | Hoa Kỳ   | 284,4     | 76   | 1984       | [ 44 ]  |
| 45   | JW Marriott Panama                   |          | Thành phố Panama       | Panama   | 284       | 70   | 2011       | [ 45 ]  |
| 46   | 40 Wall Street                       |          | Thành phố New York     | Hoa Kỳ   | 282,6     | 71   | 1930       | [ 46 ]  |
| 47   | Four Seasons Hotel New York Downtown |          | Thành phố New York     | Hoa Kỳ   | 282,2     | 67   | 2016       | [ 47 ]  |
| 48   | Bank of America Plaza                |          | Dallas                 | Hoa Kỳ   | 280,7     | 72   | 1985       | [ 48 ]  |
| 49   | Torre KOI                            |          | San Pedro Garza García | México   | 279,1     | 65   | 2017       | [ 49 ]  |
| 50   | Citigroup Center                     |          | Thành phố New York     | Hoa Kỳ   | 278,9     | 63   | 1977       | [ 50 ]  |
| 51   | 15 Hudson Yards                      |          | Thành phố New York     | Hoa Kỳ   | 278,6     | 70   | 2019       | [ 51 ]  |
| 52   | The St. Regis Toronto                |          | Toronto                | Canada   | 276,9     | 63   | 2012       | [ 52 ]  |
| 53   | Scotia Plaza                         |          | Toronto                | Canada   | 275       | 68   | 1988       | [ 53 ]  |
| 54   | Williams Tower                       |          | Houston                | Hoa Kỳ   | 274,6     | 64   | 1982       | [ 54 ]  |
| 55   | Nema Chicago                         |          | Chicago                | Hoa Kỳ   | 273,1     | 81   | 2019       | [ 55 ]  |
| 56   | Aura                                 |          | Toronto                | Canada   | 271,9     | 78   | 2014       | [ 56 ]  |
| 57   | 99 Hudson Street                     |          | Thành phố Jersey       | Hoa Kỳ   | 271       | 76   | 2020       | [ 57 ]  |
| 58   | Renaissance Tower                    |          | Dallas                 | Hoa Kỳ   | 270,1     | 56   | 1986       | [ 58 ]  |
| 59   | 10 Hudson Yards                      |          | Thành phố New York     | Hoa Kỳ   | 267,7     | 52   | 2016       | [ 59 ]  |
| 60   | Torre Mitikah                        |          | Thành phố México       | México   | 267,3     | 67   | 2022       | [ 60 ]  |
| 61   | Bicsa Financial Center               |          | Thành phố Panama       | Panama   | 267       | 66   | 2013       | [ 61 ]  |
| 62   | The Point                            |          | Thành phố Panama       | Panama   | 266       | 67   | 2011       | [ 62 ]  |
| 63   | Bank of America Corporate Center     |          | Charlotte              | Hoa Kỳ   | 265,5     | 60   | 1992       | [ 63 ]  |
| 64   | 8 Spruce Street                      |          | Thành phố New York     | Hoa Kỳ   | 265,2     | 76   | 2011       | [ 64 ]  |
| 65   | 900 North Michigan                   |          | Chicago                | Hoa Kỳ   | 265       | 66   | 1989       | [ 65 ]  |
| 66   | Chase Tower                          |          | Chicago                | Hoa Kỳ   | 264,6     | 61   | 1969       | [ 66 ]  |
| 67   | Truist Plaza                         |          | Atlanta                | Hoa Kỳ   | 264,3     | 60   | 1992       | [ 67 ]  |
| 68   | Trump World Tower                    |          | Thành phố New York     | Hoa Kỳ   | 262,4     | 72   | 2001       | [ 68 ]  |
| 69   | 425 Park Avenue                      |          | Thành phố New York     | Hoa Kỳ   | 262,2     | 41   | 2021       | [ 69 ]  |
| 70   | Water Tower Place                    |          | Chicago                | Hoa Kỳ   | 261,9     | 74   | 1976       | [ 70 ]  |
| 71   | Aqua                                 |          | Chicago                | Hoa Kỳ   | 261,8     | 86   | 2009       | [ 71 ]  |
| 72   | Aon Center                           |          | Los Angeles            | Hoa Kỳ   | 261,5     | 62   | 1974       | [ 72 ]  |
| 73   | TD Canada Trust Tower                |          | Toronto                | Canada   | 260,9     | 53   | 1990       | [ 73 ]  |
| 74   | Transamerica Pyramid                 |          | San Francisco          | Hoa Kỳ   | 260       | 48   | 1972       | [ 74 ]  |
| 75   | Torre Vitri                          |          | Thành phố Panama       | Panama   | 260       | 74   | 2012       | [ 75 ]  |
| 76   | 30 Rockefeller Plaza                 |          | Thành phố New York     | Hoa Kỳ   | 259,1     | 70   | 1933       | [ 76 ]  |
| 77   | Two Liberty Place                    |          | Philadelphia           | Hoa Kỳ   | 258,5     | 58   | 1990       | [ 77 ]  |
| 78   | Sutton 58                            |          | Thành phố New York     | Hoa Kỳ   | 258,3     | 65   | 2022       | [ 78 ]  |
| 79   | One Manhattan Square                 |          | Thành phố New York     | Hoa Kỳ   | 258,2     | 72   | 2019       | [ 79 ]  |
| 80   | Rainier Square                       |          | Seattle                | Hoa Kỳ   | 258,2     | 58   | 2020       | [ 80 ]  |
| 81   | Park Tower                           |          | Chicago                | Hoa Kỳ   | 257,4     | 68   | 2000       | [ 81 ]  |
| 82   | One Bloor East                       |          | Toronto                | Canada   | 257,3     | 78   | 2017       | [ 82 ]  |
| 83   | Devon Energy Center                  |          | Thành phố Oklahoma     | Hoa Kỳ   | 257,2     | 52   | 2012       | [ 83 ]  |
| 84   | Ocean Two                            |          | Thành phố Panama       | Panama   | 257       | 72   | 2010       | [ 84 ]  |
| 85   | US Steel Tower                       |          | Pittsburgh             | Hoa Kỳ   | 256,3     | 64   | 1970       | [ 85 ]  |
| 86   | Sugar Wharf Tower F                  |          | Toronto                | Canada   | 255,5     | 76   | 2022       | [ 86 ]  |
| 87   | Sugar Wharf Tower G                  |          | Toronto                | Canada   | 255,5     | 74   | 2022       | [ 87 ]  |
| 88   | One Bennett Park                     |          | Chicago                | Hoa Kỳ   | 254,9     | 67   | 2018       | [ 88 ]  |
| 89   | Salesforce Tower                     |          | Chicago                | Hoa Kỳ   | 254,6     | 60   | 2023       | [ 89 ]  |
| 90   | Panorama Tower                       |          | Miami                  | Hoa Kỳ   | 251,9     | 81   | 2018       | [ 90 ]  |
| 91   | 56 Leonard                           |          | Thành phố New York     | Hoa Kỳ   | 250,2     | 57   | 2016       | [ 91 ]  |

## Đang xây dựng
Danh sách này xếp hạng các tòa nhà đang được xây dựng ở Bắc Mỹ cao ít nhất 200 mét (656 ft).
| Hạng | Tòa nhà                                    | Thành phố          | Quốc gia | Chiều cao | Tầng | Dự kiến hoàn thành |
| ---- | ------------------------------------------ | ------------------ | -------- | --------- | ---- | ------------------ |
| 1    | Torre Rise                                 | Monterrey          | México   | 455,8     | 83   | 2026               |
| 2    | JPMorgan Chase World Headquarters          | Thành phố New York | Hoa Kỳ   | 423       | 60   | 2025               |
| 3    | The One                                    | Toronto            | Canada   | 338,3     | 94   | 2024               |
| 4    | Waldorf Astoria Hotel and Residences Miami | Miami              | Hoa Kỳ   | 317,3     | 98   | 2026               |
| 5    | Torre Santander                            | Thành phố México   | México   | 316       | 72   | 2025               |
| 6    | SkyTower                                   | Toronto            | Canada   | 312,5     | 95   | 2024               |
| 7    | Waterline                                  | Austin             | Hoa Kỳ   | 311,2     | 74   | 2026               |
| 8    | 262 FIfth Avenue                           | Thành phố New York | Hoa Kỳ   | 304,7     | 54   | 2024               |
| 9    | Concord Sky                                | Toronto            | Canada   | 299       | 85   | 2027               |
| 10   | Okan Tower                                 | Miami              | Hoa Kỳ   | 271,3     | 70   | 2026               |
| 11   | SOHL                                       | Monterrey          | México   | 268       | 62   | 2024               |
| 12   | Sixth & Guadalupe                          | Austin             | Hoa Kỳ   | 266,7     | 66   | 2023               |
| 13   | M3 @ M City                                | Mississauga        | Canada   | 260,3     | 77   | 2023               |
| 14   | 42-02 Orchard Street                       | Thành phố New York | Hoa Kỳ   | 247,2     | 69   | 2026               |
| 15   | 1000M                                      | Chicago            | Hoa Kỳ   | 245,4     | 73   | 2024               |
| 16   | CIBC Square II                             | Toronto            | Canada   | 243,1     | 53   | 2024               |
| 17   | 160 Front Street West                      | Toronto            | Canada   | 240       | 46   | 2023               |
| 18   | 50 West 66th Street                        | Thành phố New York | Hoa Kỳ   | 236,2     | 62   | 2025               |
| 19   | 1 Southside Park                           | Miami              | Hoa Kỳ   | 235,6     | 64   | 2024               |
| 20   | 1 Square Phillips                          | Montréal           | Canada   | 232,5     | 61   | 2024               |
| 21   | Concord Canada House 1                     | Toronto            | Canada   | 231,3     | 69   | 2024               |
| 22   | 43-30 24th Street                          | Thành phố New York | Hoa Kỳ   | 223,1     | 66   | 2026               |
| 23   | The Republic                               | Austin             | Hoa Kỳ   | 216,4     | 46   | 2024               |
| 24   | One Journal Square Tower I                 | Thành phố Jersey   | Hoa Kỳ   | 216,4     | 64   | 2026               |
| 25   | One Journal Square Tower II                | Thành phố Jersey   | Hoa Kỳ   | 216,4     | 64   | 2026               |
| 26   | Two Gilmore Place                          | Burnaby            | Canada   | 215,8     | 64   | 2024               |
| 27   | The Pemberton                              | Toronto            | Canada   | 215,8     | 68   | --                 |
| 28   | Cru Condos                                 | Toronto            | Canada   | 212,5     | 62   | 2024               |
| 29   | Legacy Hotels & Residences                 | Miami              | Hoa Kỳ   | 210,3     | 51   | 2025               |
| 30   | Hudsons Tower                              | Detroit            | Hoa Kỳ   | 207,3     | 49   | 2024               |
| 31   | South Station Tower                        | Boston             | Hoa Kỳ   | 206,4     | 51   | 2024               |
| 32   | 321 West                                   | Austin             | Hoa Kỳ   | 205,7     | 58   | 2024               |
| 33   | The University Tower                       | Thành phố México   | México   | 203       | 58   | 2024               |
| 34   | Concord Canada House 2                     | Toronto            | Canada   | 202,2     | 59   | 2024               |
| 35   | Torre Aeroméxico                           | Thành phố México   | México   | 201,3     | 47   | 2025               |
| 36   | Rosewood Mexico City                       | Thành phố México   | México   | 201       | 48   | 2025               |
| 37   | National Bank Headquarters                 | Montréal           | Canada   | 200       | 40   | 2023               |
| 38   | Victoria sur le Parc                       | Montréal           | Canada   | 200       | 58   | 2023               |
| 39   | Le 900 St-Jacques                          | Montréal           | Canada   | 200       | 62   | 2025               |

## Kế hoạch, phê duyệt hoặc đề xuất
| Hạng | Tòa nhà                                | Thành phố              | Quốc gia | Chiều cao | Tầng | Trạng thái |
| ---- | -------------------------------------- | ---------------------- | -------- | --------- | ---- | ---------- |
| 1    | Affirmation Tower                      | Thành phố New York     | Hoa Kỳ   | 507       | 95   | Đề xuất    |
| 2    | 175 Park Avenue                        | Thành phố New York     | Hoa Kỳ   | 480,1     | 83   | Phê duyệt  |
| 3    | Tower Fifth                            | Thành phố New York     | Hoa Kỳ   | 474,4     | 96   | Phê duyệt  |
| 4    | 350 Park Avenue                        | Thành phố New York     | Hoa Kỳ   | 442       | 70   | Phê duyệt  |
| 5    | Tribune East Tower                     | Chicago                | Hoa Kỳ   | 433,4     | 113  | Đề xuất    |
| 6    | 265 West 45th Street                   | Thành phố New York     | Hoa Kỳ   | 400       | 98   | Phê duyệt  |
| 7    | Penn 15                                | Thành phố New York     | Hoa Kỳ   | 387,1     | 61   | Đề xuất    |
| 8    | Transit Terminal Tower                 | Philadelphia           | Hoa Kỳ   | 365,8     | 85   | Phê duyệt  |
| 9    | Seattle Tower                          | Seattle                | Hoa Kỳ   | 361,2     | --   | Đề xuất    |
| 10   | CC3                                    | Toronto                | Canada   | 349,6     | 67   | Đề xuất    |
| 11   | 333 South Figueroa                     | Los Angeles            | Hoa Kỳ   | 337,7     | 77   | Đề xuất    |
| 12   | 41-47 West 57th Street                 | Thành phố New York     | Hoa Kỳ   | 335,3     | --   | Phê duyệt  |
| 13   | 570 Fifth Avenue                       | Thành phố New York     | Hoa Kỳ   | 335,3     | 78   | Phê duyệt  |
| 14   | 3101 Market                            | Philadelphia           | Hoa Kỳ   | 333,8     | 70   | Phê duyệt  |
| 15   | Megapolis Nortia Tower                 | Thành phố Panama       | Panama   | 333,7     | 86   | Đề xuất    |
| 16   | Torre Insignia                         | San Pedro Garza García | México   | 330       | 77   | Đề xuất    |
| 17   | 1200 Bay Street                        | Toronto                | Canada   | 326,5     | 87   | Đề xuất    |
| 18   | 740 8th Avenue                         | Thành phố New York     | Hoa Kỳ   | 325,1     | 52   | Đề xuất    |
| 19   | Hyatt Regency Miami Tower 3            | Miami                  | Hoa Kỳ   | 319,7     | --   | Đề xuất    |
| 20   | The Towers                             | Miami                  | Hoa Kỳ   | 319,7     | 81   | Phê duyệt  |
| 21   | 1201 Brickell Bay Drive                | Miami                  | Hoa Kỳ   | 318,2     | --   | Đề xuất    |
| 22   | One Bayfront Plaza                     | Miami                  | Hoa Kỳ   | 318,2     | 92   | Đề xuất    |
| 23   | MAJOR.                                 | Miami                  | Hoa Kỳ   | 318       | 82   | Đề xuất    |
| 24   | One Brickell City Centre               | Miami                  | Hoa Kỳ   | 317       | 80   | Phê duyệt  |
| 25   | 410 East Fifth Street                  | Austin                 | Hoa Kỳ   | 315,5     | 80   | Đề xuất    |
| 26   | 4/C                                    | Seattle                | Hoa Kỳ   | 313,6     | 93   | Đề xuất    |
| 27   | 212 King Street West                   | Toronto                | Canada   | 311,8     | 80   | Đề xuất    |
| 28   | The Hub                                | Toronto                | Canada   | 311,8     | 60   | Đề xuất    |
| 29   | 247 Cherry Street                      | Thành phố New York     | Hoa Kỳ   | 308,8     | 79   | Phê duyệt  |
| 30   | 260 King Street West - West Tower      | Toronto                | Canada   | 308       | 84   | Đề xuất    |
| 31   | Four Corners Millenium Tower           | Newark                 | Hoa Kỳ   | 305       | 80   | Đề xuất    |
| 32   | Sky Plaza West Tower                   | Miami                  | Hoa Kỳ   | 305       | --   | Đề xuất    |
| 33   | Torre Puerta Reforma                   | Thành phố México       | México   | 304,8     | 63   | Đề xuất    |
| 34   | Union Park I                           | Toronto                | Canada   | 303,2     | 58   | Đề xuất    |
| 35   | 50 Main Street                         | San Francisco          | Hoa Kỳ   | 302,4     | 89   | Đề xuất    |
| 36   | ITC Miami                              | Miami                  | Hoa Kỳ   | 301,1     | 77   | Đề xuất    |
| 37   | Figueroa Centre                        | Los Angeles            | Hoa Kỳ   | 297,2     | 66   | Phê duyệt  |
| 38   | 18 Brickell                            | Miami                  | Hoa Kỳ   | 289,6     | 76   | Đề xuất    |
| 39   | Lakeshore East I Tower                 | Chicago                | Hoa Kỳ   | 289,6     | 85   | Đề xuất    |
| 40   | Sugar Wharf Tower B                    | Toronto                | Canada   | 288,5     | 85   | Đề xuất    |
| 41   | 625 Fulton Street                      | Thành phố New York     | Hoa Kỳ   | 287       | 79   | Phê duyệt  |
| 42   | Cipriani Residences                    | Miami                  | Hoa Kỳ   | 286,2     | 80   | Đề xuất    |
| 43   | Chelsea Gardens Tower 1                | Toronto                | Canada   | 285       | 88   | Đề xuất    |
| 44   | Chelsea Gardens Tower 2                | Toronto                | Canada   | 285       | 88   | Đề xuất    |
| 45   | The Quarters Hotel and Residences      | Edmonton               | Canada   | 280       | 80   | Đề xuất    |
| 46   | 5 World Trade Center                   | Thành phố New York     | Hoa Kỳ   | 274,3     | 80   | Đề xuất    |
| 47   | 2nd & 2nd Tower                        | Miami                  | Hoa Kỳ   | 273,7     | 82   | Đề xuất    |
| 48   | Sugar Wharf Tower C                    | Toronto                | Canada   | 272,5     | 80   | Đề xuất    |
| 49   | Union Centre                           | Toronto                | Canada   | 266,8     | 52   | Đề xuất    |
| 50   | 400 North Lake Shore Drive North Tower | Chicago                | Hoa Kỳ   | 266,7     | --   | Đề xuất    |
| 51   | 260 King Street West - East Tower      | Toronto                | Canada   | 266,5     | 74   | Đề xuất    |
| 52   | 80-82 Bloor Street West                | Toronto                | Canada   | 266,5     | 79   | Đề xuất    |
| 53   | One Yonge Street Tower 2               | Toronto                | Canada   | 263,7     | 80   | Đề xuất    |
| 54   | 1600 Louisiana                         | Houston                | Hoa Kỳ   | 261,8     | 52   | Đề xuất    |
| 55   | Union Park II                          | Toronto                | Canada   | 261,7     | 48   | Đề xuất    |
| 56   | Angels Landing Tower A                 | Los Angeles            | Hoa Kỳ   | 260,2     | 64   | Đề xuất    |
| 57   | 8 Elm Street                           | Toronto                | Canada   | 259,5     | 80   | Đề xuất    |
| 58   | Olympia Tower 1                        | Los Angeles            | Hoa Kỳ   | 259       | 65   | Phê duyệt  |
| 59   | Pinnacle Lougheed Tower 1              | Toronto                | Canada   | 259       | 80   | Đề xuất    |
| 60   | One MiamiCentral North Tower           | Miami                  | Hoa Kỳ   | 258,5     | 83   | Đề xuất    |
| 61   | One MiamiCentral South Tower           | Miami                  | Hoa Kỳ   | 258,5     | 83   | Đề xuất    |
| 62   | Banco Santander Tower                  | Miami                  | Hoa Kỳ   | 257       | 52   | Đề xuất    |
| 63   | 80 Flatbush                            | Thành phố New York     | Hoa Kỳ   | 256       | 69   | Đề xuất    |
| 64   | Canada Square Tower 1                  | Toronto                | Canada   | 255       | 60   | Đề xuất    |
| 65   | Sky Plaze East Tower                   | Miami                  | Hoa Kỳ   | 255       | --   | Đề xuất    |
| 66   | Baccarat Rasidences Miami              | Miami                  | Hoa Kỳ   | 254,5     | 73   | Phê duyệt  |
| 67   | Reforma 432                            | Thành phố México       | México   | 254       | 57   | Đề xuất    |
| 68   | 6609 Stanley                           | Niagara Falls          | Canada   | 253,5     | 72   | Đề xuất    |
| 69   | Le Phare de Quebec Tour 1              | Thành phố Québec       | Canada   | 250       | 65   | Đề xuất    |

## Cao nhất đang bị trì hoãn
| Hạng | Tòa nhà                  | Thành phố          | Quốc gia | Chiều cao | Tầng |
| ---- | ------------------------ | ------------------ | -------- | --------- | ---- |
| 1    | 45 Broad Street          | Thành phố New York | Hoa Kỳ   | 365,8     | 68   |
| 2    | 3 Hudson Boulevard       | Thành phố New York | Hoa Kỳ   | 300,8     | 56   |
| 3    | 125 Greenwich Street     | Thành phố New York | Hoa Kỳ   | 278       | 72   |
| 4    | Oceanwide Center Tower 1 | San Francisco      | Hoa Kỳ   | 277,4     | 61   |
| 5    | Oak 58 Torre Orso        | San Andrés Cholula | México   | 232       | 58   |
| 6    | Oceanwide Plaze Tower 1  | Los Angeles        | Hoa Kỳ   | 206,4     | 53   |
| 7    | Seaport Residences       | Thành phố New York | Hoa Kỳ   | 204,2     | 60   |
| 8    | 45 Park Place            | Thành phố New York | Hoa Kỳ   | 203,3     | 43   |
| 9    | Palazzo Condos           | Las Vegas          | Hoa Kỳ   | 192,6     | 43   |
| 10   | Oak 58 Torre Lupo        | San Andrés Cholula | México   | 192       | 48   |
| 11   | Oceanwide Center Tower 2 | San Francisco      | Hoa Kỳ   | 191       | 54   |
| 12   | Oceanwide Plaze Tower 2  | Los Angeles        | Hoa Kỳ   | 161,5     | 40   |
| 13   | Oceanwide Plaze Tower 3  | Los Angeles        | Hoa Kỳ   | 161,5     | 40   |
| 14   | One Broadway Plaza       | Santa Ana          | Hoa Kỳ   | 150,3     | 37   |
| 15   | Torre Altaire II         | Thành phố México   | México   | 148       | 44   |
| 16   | Torre Altaire III        | Thành phố México   | México   | 148       | 44   |
| 17   | Reforma 90               | Thành phố México   | México   | 144       | 42   |
| 18   | The Fifth                | Des Moines         | Hoa Kỳ   | 137,8     | 39   |
| 19   | Torre Altaire IV         | Thành phố México   | México   | 130       | 37   |
| 20   | The XI West Tower        | Thành phố New York | Hoa Kỳ   | 122,5     | 36   |
| 21   | AC Hotel NoMad           | Thành phố New York | Hoa Kỳ   | 109,2     | 26   |
| 22   | The Cypress Club I       | Fort Myers         | Hoa Kỳ   | 108,8     | 32   |

## Cao nhất đã bị phá hủy
| Hạng | Tòa nhà                        | Hình ảnh | Vị trí       | Chiều cao | Tầng | Năm hoàn thành | Năm bị phá hủy |
| ---- | ------------------------------ | -------- | ------------ | --------- | ---- | -------------- | -------------- |
| 1    | WTC 1                          |          | New York     | 417       | 110  | 1972           | 2001           |
| 2    | WTC 2                          | New York | 415,1        | 110       | 1973 | 2001           |                |
| 3    | JPMorgan Chase Tower           |          | New York     | 215,5     | 52   | 1960           | 2020           |
| 4    | Singer Building                |          | New York     | 186,6     | 41   | 1908           | 1968           |
| 5    | WTC 7                          |          | New York     | 173,7     | 47   | 1987           | 2001           |
| 6    | Morrison Hotel                 |          | Chicago      | 160,3     | 45   | 1925           | 1965           |
| 7    | Deutsche Bank                  |          | New York     | 157,6     | 39   | 1974           | 2011           |
| 8    | One Meridian Plaza             |          | Philadelphia | 150       | 38   | 1972           | 1999           |
| 9    | City Investing Building        |          | New York     | 148,3     | 33   | 1908           | 1968           |
| 10   | Savoy-Plaza Hotel              |          | New York     | 135,9     | 33   | 1930           | 1964           |
| 11   | National City Bank Building    |          | New York     | 131,7     | 32   | 1928           | 1986           |
| 12   | Greater Hudson Store           |          | Detroit      | 125       | 29   | 1911           | 1998           |
| 13   | First National Bank Building   |          | Pittsburgh   | 118       | 26   | 1912           | 1970           |
| 14   | Hanover National Bank Building |          | New York     | 117,4     | 22   | 1903           | 1931           |
| 15   | Knickerbocker Trust Building   |          | New York     | 116       | 27   | 1909           | 1964           |
| 16   | Empire Landmark Hotel          |          | Vancouver    | 115,8     | 40   | 1973           | 2019           |
| 17   | Landmark Tower                 |          | Fort Worth   | 115,8     | 30   | 1957           | 2006           |
| 18   | Trinity Court                  |          | New York     | 114       | 25   | 1927           | 2015           |
| 19   | Landmark Hotel & Casino        |          | Las Vegas    | 111       | 31   | 1969           | 1995           |

## Mốc thời gian của các tòa nhà cao nhất Bắc Mỹ
| Số năm cao nhất | Tòa nhà                                                | Hình ảnh | Thành phố          | Quốc gia | Chiều cao | Tầng | Ghi chú |
| --------------- | ------------------------------------------------------ | -------- | ------------------ | -------- | --------- | ---- | ------- |
| 1647 – 1846     | Nhà thờ Chính tòa Puebla                               |          | Puebla             | México   | 70        | 1    | [ 92 ]  |
| 1846 – 1869     | Nhà thờ Trinity                                        |          | Thành phố New York | Hoa Kỳ   | 85        | 1    | [ 93 ]  |
| 1869 – 1874     | Nhà thờ Thánh Michael                                  |          | Chicago            | Hoa Kỳ   | 88        | 1    | [ 94 ]  |
| 1874 – 1885     | Nhà thờ Thánh James                                    |          | Toronto            | Canada   | 92,9      | 1    | [ 95 ]  |
| 1885 – 1890     | Tòa nhà Hội đồng Thương mại Chicago (Phá hủy năm 1929) |          | Chicago            | Hoa Kỳ   | 98        | 10   | [ 96 ]  |
| 1890 – 1894     | New York World Building (Phá hủy năm 1955)             |          | Thành phố New York | Hoa Kỳ   | 106       | 20   | [ 97 ]  |
| 1894 – 1908     | Tòa Thị Chính Philadelphia                             |          | Philadelphia       | Hoa Kỳ   | 167       | 7    | [ 98 ]  |
| 1908 – 1909     | Singer Building (Phá hủy năm 1968)                     |          | Thành phố New York | Hoa Kỳ   | 187       | 47   | [ 99 ]  |
| 1909 – 1913     | Metropolitan Life Tower                                |          | Thành phố New York | Hoa Kỳ   | 213       | 50   | [ 100 ] |
| 1913 – 1930     | Woolworth Building                                     |          | Thành phố New York | Hoa Kỳ   | 241       | 57   | [ 101 ] |
| 1930 – 1930     | 40 Wall Street                                         |          | Thành phố New York | Hoa Kỳ   | 282,6     | 71   | [ 46 ]  |
| 1930 – 1931     | Tòa nhà Chrysler                                       |          | Thành phố New York | Hoa Kỳ   | 318,9     | 77   | [ 20 ]  |
| 1931 – 1969     | Tòa nhà Empire State                                   |          | Thành phố New York | Hoa Kỳ   | 381       | 102  | [ 9 ]   |
| 1969 – 1973     | WTC 1 (Phá hủy năm 2001)                               |          | Thành phố New York | Hoa Kỳ   | 417       | 110  | [ 102 ] |
| 1973 – 2013     | Willis Tower                                           |          | Chicago            | Hoa Kỳ   | 442,1     | 108  | [ 3 ]   |
| 2013 – Hiện tại | Trung tâm Thương mại Thế giới số 1                     |          | Thành phố New York | Hoa Kỳ   | 541,3     | 94   | [ 1 ]   |

## Xem Thêm
- Danh sách tòa nhà cao nhất Châu Âu
- Danh sách tòa nhà cao nhất Châu Á
- Danh sách tòa nhà cao nhất Châu Đại Dương
- Danh sách tòa nhà cao nhất Châu Mỹ
- Danh sách các tòa nhà cao nhất Đông Nam Á